# Martin Boakye
Martin Boakye (Valdagno, 10 febbraio 1995) è un calciatore italiano, attaccante del Boluspor.

## Biografia
È nato a Valdagno, in provincia di Vicenza, da genitori di origini ghanesi.

## Caratteristiche tecniche
È un centravanti.

## Carriera
Nel febbraio 2016 lascia l'Italia, trasferendosi al Kitzbühel, nella terza serie austriaca. Termina la stagione – conclusa con la retrocessione della squadra  – segnando 4 reti in 14 incontri. Dopo aver trascorso una stagione con l'Hohenems, nel 2017 torna al Kitzbühel, promosso in Regionalliga, con cui mette a segno 29 reti in due stagioni. Nel 2019 si trasferisce al Jeunesse Esch, nel massimo campionato lussemburghese.
Il 9 agosto 2020 viene tesserato dallo Slaven Belupo, nel campionato croato. Non trovando spazio in rosa, il 4 gennaio 2021 rescinde l'accordo con i croati. A febbraio firma un contratto annuale – con opzione di rinnovo – con l'Andijon, nel campionato uzbeko, diventando il primo calciatore italiano a giocare in Uzbekistan. Nella finestra estiva di mercato si trasferisce all'AGMK Olmaliq. Il 15 agosto 2023 esordisce in AFC Champions League – la massima competizione continentale asiatica – contro l'Al-Seeb, rimediando un cartellino rosso per doppia ammonizione.
Il 6 febbraio 2024 viene ingaggiato dal Qingdao Hainiu, nella massima serie cinese. Termina la stagione segnando 10 reti in 29 incontri, tra cui una tripletta nella gara persa 4-3 contro lo Zhejiang Greentown.

## Statistiche

### Presenze e reti nei club
Statistiche aggiornate al 2 novembre 2024.
| Stagione            | Squadra             | Campionato          | Campionato | Campionato | Coppe nazionali | Coppe nazionali | Coppe nazionali | Coppe continentali | Coppe continentali | Coppe continentali | Altre coppe | Altre coppe | Altre coppe | Totale | Totale |
| Stagione            | Squadra             | Comp                | Pres       | Reti       | Comp            | Pres            | Reti            | Comp               | Pres               | Reti               | Comp        | Pres        | Reti        | Pres   | Reti   |
| ------------------- | ------------------- | ------------------- | ---------- | ---------- | --------------- | --------------- | --------------- | ------------------ | ------------------ | ------------------ | ----------- | ----------- | ----------- | ------ | ------ |
| gen.-feb. 2016      | Solesinese          | Prom.               | 2          | 1          | -               | -               | -               | -                  | -                  | -                  | -           | -           | -           | 2      | 1      |
| feb.-giu. 2016      | Kitzbühel           | RL                  | 14         | 4          | CA              | -               | -               | -                  | -                  | -                  | -           | -           | -           | 14     | 4      |
| 2016-2017           | Hohenems            | RL                  | 28         | 9          | CA              | 1               | 0               | -                  | -                  | -                  | -           | -           | -           | 29     | 9      |
| 2017-2018           | Kitzbühel           | RL                  | 29         | 15         | CA              | 1               | 0               | -                  | -                  | -                  | -           | -           | -           | 30     | 15     |
| 2018-2019           | Kitzbühel           | RL                  | 29         | 14         | CA              | 1               | 0               | -                  | -                  | -                  | -           | -           | -           | 30     | 14     |
| Totale Kitzbühel    | Totale Kitzbühel    | Totale Kitzbühel    | 72         | 33         |                 | 2               | 0               |                    | -                  | -                  |             | -           | -           | 74     | 33     |
| 2019-2020           | Jeunesse Esch       | DN                  | 16         | 8          | CL              | 3               | 0               | UEL                | -                  | -                  | -           | -           | -           | 19     | 8      |
| 2020-gen. 2021      | Slaven Belupo       | 1.HNL               | 10         | 1          | CC              | 1               | 2               | -                  | -                  | -                  | -           | -           | -           | 11     | 3      |
| feb.-lug. 2021      | Andijon             | SL                  | 12         | 2          | CU              | 1               | 0               | -                  | -                  | -                  | -           | -           | -           | 13     | 2      |
| 2021                | AGMK Olmaliq        | SL                  | 14         | 4          | CU              | 3               | 3               | -                  | -                  | -                  | -           | -           | -           | 17     | 7      |
| 2022                | AGMK Olmaliq        | SL                  | 25         | 12         | CU              | 6               | 0               | -                  | -                  | -                  | -           | -           | -           | 31     | 12     |
| 2023                | AGMK Olmaliq        | SL                  | 25         | 6          | CU              | 5               | 5               | ACL                | 7                  | 2                  | -           | -           | -           | 37     | 13     |
| Totale AGMK Olmaliq | Totale AGMK Olmaliq | Totale AGMK Olmaliq | 64         | 22         |                 | 14              | 8               |                    | 7                  | 2                  |             | -           | -           | 85     | 32     |
| 2024                | Qingdao Hainiu      | CSL                 | 29         | 10         | CC              | 1               | 0               | -                  | -                  | -                  | -           | -           | -           | 30     | 10     |
| gen.-giu. 2025      | Buriram Utd         | T1                  | 0          | 0          | CT+CdL          | 0               | 0               | ACL                | 0                  | 0                  | -           | -           | -           | 0      | 0      |
| Totale carriera     | Totale carriera     | Totale carriera     | 233        | 86         |                 | 23              | 10              |                    | 7                  | 2                  |             | -           | -           | 263    | 98     |

## Palmarès
- Thai League: 1

Buriram United: 2024-2025
- Thai FA Cup: 1

Buriram United: 2024-2025